# Above and Beyoncé – Video Collection & Dance Mixes
Above and Beyoncé – Video Collection & Dance Mixes är ett remix- och videoalbum av den amerikanska R&B-sångerskan Beyoncé Knowles. Albumet är indelat i två diskar med musikvideor på den första och dansremixer på den andra. Albumet släpptes först i USA den 16 juni 2009, exklusivt via Wal-Mart och J&R. Senare gjordes det även tillgängligt via andra butiker. Above and Beyoncé nådde nummer trettiofem på albumlistan Billboard 200 och Andy Kellman från Allmusic gav det tre av fem stjärnor. Albumet syntes även på Billboards andra listor, Top R&B/Hip-Hop Albums och Dance/Electronic Albums.

## Komposition och utgivning
Above and Beyoncé består av två diskar. Den första innehåller musikvideor av sex av singlarna från Beyoncés studioalbum I Am... Sasha Fierce; "If I Were a Boy", "Single Ladies (Put a Ring on It)", "Diva", "Halo", "Ego" och "Broken-Hearted Girl". Albumet innehåller även en exklusiv version av videon för "Ego" och en bakom kulisserna-video från inspelningarna av musikvideorna. Den andra disken består av electronica- och dansremixer av låtarna, samt den sjätte singeln, "Sweet Dreams". En mix av "Ego" med en rappvers av Kanye West avslutar albumet. Den 15 juni 2009 sändes bakom kulisserna-videon på Access Granted på kanalen BET. Den alternativa videon för "Ego" hade premiär därefter.
Omslaget för Above and Beyoncé förhandsvisades av People i maj 2009. Albumet släpptes först exklusivt på Wal-Mart och J&R den 16 juni 2009. Dansremixerna gjordes tillgängliga via MP3-nedladdning på Amazon.com samma dag och resten av albumet släpptes på webbutiken den 3 november 2009. Itunes Store började sälja remixerna den 1 februari 2010.

## Mottagande
Andy Kellman från Allmusic kallade albumet "en fin uppsättning för hängivna fans", och tilldelade det tre av fem stjärnor. Above and Beyoncé debuterade på den amerikanska albumlistan Billboard 200 på plats trettiosex den 4 juli 2009, med 14 000 sålda exemplar första veckan. Senare nådde albumet nummer trettiofem och tillbringade fjorton veckor på listan. På Top R&B/Hip-Hop Albums, debuterade Above and Beyoncé som nummer tjugofem, som blev dess högsta placering. Albumet tillbringade fyrtiofyra veckor på listan. På Dance/Electronic Albums debuterade albumet på andraplatsen, strax under Lady Gagas The Fame. Albumet tillbringade fyrtiotvå veckor på listan och tjugofyra veckor i topp tio. Above and Beyoncé rankades som det nionde mest sålda albumet på Dance/Electronic Albums under 2009, och det tjugoförsta mest sålda under 2010.

## Låtlistor
Disk ett: Videosamling
Regissörer är nämnda inom parentes.
1. "If I Were a Boy" (Jake Nava) – 5:06
2. "Single Ladies (Put a Ring on It)" (Jake Nava) – 3:19
3. "Diva" (Melina Matsoukas) – 4:06
4. "Halo" (Philip Andelman) – 3:45
5. "Broken-Hearted Girl" (Sophie Muller) – 4:40
6. "Ego" (Remix med Kanye West) (Beyoncé Knowles, Frank Gatson Jr.) – 4:53
7. "Ego" (Fan Exclusive) (Beyoncé Knowles, Frank Gatson Jr.) – 3:57
8. "Behind The Scenes: The Videos" (Ed Burke) – 19:02
9. Eftertexter – 0:30

Disk två: Dansremixer
1. "If I Were a Boy" (Maurice Joshua Mojo UK Remix) – 6:29
2. "Single Ladies (Put a Ring on It)" (DJ Escape & Tony Coluccio Remix – Club Version) – 6:57
3. "Diva" (Karmatronic Club Remix) – 5:08
4. "Halo" (Dave Audé Club Remix) – 8:55
5. "Broken-Hearted Girl" (Catalyst Remix) – 4:46
6. "Ego" (OK DAC Remix) – 6:29
7. "Sweet Dreams" (Harlan Pepper & AG III Remix) – 6:43
8. "Ego" (Remix med Kanye West) – 4:44

## Medverkande
Medverkande i Above and Beyoncé från Allmusic:
| - Kory Aaron – assistans - Damien Alexander – A&R - Phillip Andelman – regi - Dave Audé – produktion, remix - Babyface – låtskrivare - Christian Baker – assistans - Bangladesh – låtskrivare - Tim Blacksmith – management - Evan Bogart – låtskrivare - Ed Burke – regi - Domenic Capello – ljudmix - Jim Caruana – ljudtekniker, rösttekniker - Fusako Chubachi – art director - Tony Coluccio – remix - Tom Coyne – mastering - James Cruz – mastering - Kim Dellara – exekutiv produktion - DJ Escape – remix - The-Dream – låtskrivare - Mikkel Storleer Eriksen – ljudtekniker, instrumentation, låtskrivare - Jens Gad – trummor - Toby Gad – arrangering, ljudtekniker, produktion, instrumentation, låtskrivare - Tim Gant – keyboard - Sean Garrett – låtskrivare - Alan Gordon – ljudtekniker - Matt Green – assistans - Kuk Harrell – ljudtekniker, låtskrivare - Matt Hennessy – ljudtekniker - Ty Hunter – stylist - Jim Jonsin – produktion - Maurice Joshua – remix - Grant Jue – produktion - Chris Kantrowitz – exekutiv produktion - Anthony Kilhoffer – rösttekniker | - Kimberly Kimble – hårstylist - Juli Knapp – A&R - Beyoncé Knowles – exekutiv produktion, produktion, låtskrivare, sång, röstproduktion - Mathew Knowles – exekutiv produktion - Tina Knowles – kreativ konsult - Melissa Larsen – produktion - Harold Lilly – produktion, låtskrivare - Peter Lindbergh – foto - Lisa Logan - Rico Love – produktion, låtskrivare, sång, sångproduktion - Philip Margiziotis – valthorn - Melina Matsoukas – direction - Jake McKim – artists and repertoire - Michael Paul Miller – assistance - Sophie Muller – regi - Jake Nava – regi - Jeff Pantaleo – exekutiv produktion - Dave Pensado – mix - James Scheffer – låtskrivare - Hagai Shaham – produktion - Mark "Spike" Stent – mix - Christopher "Tricky" Stewart – låtskrivare - Ryan Tedder – arrangering, ljudtekniker, instrumentation, produktion, låtskrivare - Francesca Tolot – smink - Lidell Townsell – keyboard - Jennifer Turner – marknadsföring - Randy Urbanski – assistans - Miles Walker – ljudtekniker - Wayne Wilkins – produktion, låtskrivare - Elvis Williams – låtskrivare - Dontae Winslow – trumpet - John Winter – produktion - Andrew Wuepper – assistans |

## Topplistor
| Topplista (2009)            | Högsta position |
| --------------------------- | --------------- |
| USA Billboard 200           | 35              |
| USA Dance/Electronic Albums | 2               |
| USA Top R&B/Hip-Hop Albums  | 23              |

| Topplista                          | Position |
| ---------------------------------- | -------- |
| USA Dance/Electronic Albums (2009) | 9        |
| USA Dance/Electronic Albums (2010) | 21       |